# Dionysisch
Dionysisch betekent extatisch (ondoordacht, geestesvervoering, onrustig, dronkenschap en onbeheerst); deze term is ontleend aan de Griekse god Dionysus.
Het tegenovergestelde wordt meestal aangeduid met apollinisch (rustig, doordacht, overdacht en beheerst).
Deze termen worden vaak gebruikt om een geestesgesteldheid aan te duiden bij een benadering van een uiting (beeld of geluid).
Eenvoudig gezegd staat dionysisch voor chaotisch.